# Shunsuke Izumiya
Shunsuke Izumiya (泉谷 駿介?, Izumiya Shunsuke; Prefettura di Kanagawa, 26 gennaio 2000) è un ostacolista giapponese, ha partecipato ai 110 metri ostacoli ai Giochi olimpici di Tokyo.

## Record nazionali
Seniores
- 60 metri ostacoli: 7"50 ( Osaka, 17 marzo 2021)
- 110 metri ostacoli: 13"04 ( Osaka, 4 giugno 2023)

Juniores
- 110 metri hs (99 cm): 13"19 ( Nagoya, 19 ottobre 2018)

## Progressione

### 110 metri hs
| Stagione | Misura | Luogo    | Data      | Rank. Mond. |
| -------- | ------ | -------- | --------- | ----------- |
| 2023     | 13"04  | Osaka    | 4-6-2023  |             |
| 2022     | 13"21  | Osaka    | 12-6-2022 |             |
| 2021     | 13"06  | Tokyo    | 27-7-2021 |             |
| 2020     | 13"45  | Niigata  | 2-10-2020 |             |
| 2019     | 13"36  | Fukuoka  | 30-6-2019 |             |
| 2018     | 13"75  | Kawasaki | 9-9-2018  |             |

### 60 metri hs indoor
| Stagione | Misura | Luogo | Data      | Rank. Mond. |
| -------- | ------ | ----- | --------- | ----------- |
| 2021/22  | 7"54   | Osaka | 12-3-2022 |             |
| 2020/21  | 7"50   | Osaka | 17-3-2021 |             |
| 2019/20  | 7"68   | Osaka | 1-2-2020  |             |

## Palmarès
| Anno | Manifestazione          | Sede     | Evento           | Risultato  | Prestazione | Note                          |
| ---- | ----------------------- | -------- | ---------------- | ---------- | ----------- | ----------------------------- |
| 2018 | Campionati asiatici U20 | Gifu     | Salto triplo     | Bronzo     | 15,47 m     |                               |
| 2018 | Mondiali U20            | Tampere  | 110 m hs (99 cm) | Bronzo     | 13"38       | Miglior prestazione personale |
| 2019 | Universiadi             | Napoli   | 110 m hs         | Bronzo     | 13"49       |                               |
| 2019 | Mondiali                | Doha     | 110 m hs         | Batteria   | dns         |                               |
| 2021 | Giochi olimpici         | Tokyo    | 110 m hs         | Semifinale | 13"35       | [ 1 ]                         |
| 2022 | Mondiali                | Eugene   | 110 m hs         | Semifinale | 13"42       |                               |
| 2023 | Mondiali                | Budapest | 110 m hs         | 5º         | 13"19       |                               |
| 2024 | Giochi olimpici         | Parigi   | 110 m hs         | Semifinale | 13"32       |                               |
| 2025 | Mondiali indoor         | Nanchino | Salto in lungo   | 4º         | 8,21 m      | Miglior prestazione personale |

## Campionati nazionali
- 3 volta campione nazionale giapponese nei 110 metri ostacoli (2021, 2022, 2023)
- 2 volta campione nazionale giapponese nei 60 metri ostacoli (2021, 2022)

2019
- Argento ai campionati giapponesi (Fukuoka), 110 m hs - 13"36

2020
- DSQ ai campionati giapponesi indoor (Osaka), 60 m hs
- Bronzo ai campionati giapponesi (Osaka), 110 m hs - 13"48

2021
- Oro ai campionati giapponesi indoor (Osaka), 60 m hs - 7"50
- Oro ai campionati giapponesi (Osaka), 110 m hs - 13"06

2022
- 8º ai campionati giapponesi indoor (Osaka), 60 m hs - 14"46
- Oro ai campionati giapponesi (Osaka), 110 m hs - 13"21

2023
- Oro ai campionati giapponesi (Osaka), 110 m hs - 13"04

## Altre competizioni internazionali
2023
- Oro all'Athletissima ( Losanna), 110 m hs - 13"22
- Argento ai London Anniversary Games ( Londra), 110 m hs - 13"06

2024
- Bronzo alla Xiamen Diamond League ( Xiamen), 110 m hs - 13"17
- Argento allo Shanghai Diamond League ( Shanghai), 110 m hs - 13"23
- Bronzo al Meeting de Paris ( Parigi), 110 m hs - 13"16